# ホワイト・プレインズの戦い
ホワイト・プレインズの戦い（英: Battle Of White Plains）は、アメリカ独立戦争のニューヨーク・ニュージャージー方面作戦中に行われた戦闘である。1776年10月28日に、ニューヨーク州ホワイトプレインズ近くで行われた。
ロングアイランドの戦いで大敗を喫したジョージ・ワシントン将軍の率いる大陸軍が、ニューヨーク市から北に後退したことに続いて、ウィリアム・ハウ将軍の率いるグレートブリテン王国（イギリス）軍が、ワシントン軍の逃亡ルートを遮断するためにウェストチェスター郡に上陸した。この動きに危険を感じたワシントンはさらに後退しホワイト・プレインズの村で防御陣地を構築したが、土地の高台をしっかりと支配することができないでいた。ハウの軍隊が村に近い丘からワシントン軍を追い出した。ワシントンはこの敗退によってさらに北に軍隊を後退させた。
その後イギリス軍の動きによって、ワシントン軍はニュージャージーを越えてペンシルベニアまで退却した。1776年も押し詰まった12月26日、ワシントンはトレントンの戦いでドイツ人傭兵旅団を急襲した。

## 会戦までの経過
イギリス軍のハウ将軍は1776年3月にボストン市を明け渡した後、ノバスコシアのハリファックスに再結集し、6月にはニューヨーク市を支配するための作戦に出発した。この作戦は7月初旬のスタテン島への無抵抗上陸で始まった。イギリス軍は8月22日にはやはり抵抗に会わずにロングアイランドに上陸した。しかしその北にはワシントンの大陸軍がそこそこの防御を構えていた。
8月27日のロングアイランドの戦いで破れたワシントンは、8月29日から30日にかけての夜にヨーク島（現在のマンハッタン島）に9,000名の全軍と共に脱出した。ハウは9月15日にマンハッタン島に上陸してその後を追ったが、翌日のハーレムハイツの戦いでは敗北を喫した。その後イギリス軍の一部がブロンクスのスログズネックで上陸に失敗した後、10月18日にはペルズポイントで幾らかの抵抗に会いながらも上陸に成功し、この部隊とマンハッタン島にいる本隊およびハドソン川を支配するイギリス海軍とでワシントン軍を包囲してしまうための操軍を開始した。ハウはニューロシェルを宿営地としたが、その前衛隊は大陸軍が小勢で守っている補給基地のあるホワイト・プレインズからわずか7マイル (11 km) のママロネック近くに進んでいた。

## 前哨戦
10月20日、ワシントンはハーレムハイツに置いた陣地からルーファス・パットナム大佐を偵察任務に派遣した。パットナムはイギリス軍の全体配置を掴み、自軍と補給基地に対する危険性を認識した。その夜報告を受けたワシントンは即座にパットナムを派遣して、最も北側に陣取っていたウィリアム・アレクサンダー将軍（スターリング卿）にホワイト・プレインズに部隊を動かす命令を伝えさせた。スターリング隊は10月21日午前9時にホワイト・プレインズに到着し、その日のうちに他の部隊も続々到着した。ワシントンはその軍隊の大半をホワイト・プレインズまで退かせると決めており、マンハッタン島のワシントン砦にはナサニエル・グリーン将軍に1,200名の部隊を付けて守らせた。ハウの軍隊は緩りと前進し、中央と右翼はニューロシェルからホワイト・プレインズに至る道路を進み、ロイヤリストの部隊がママロネックを占領していた。その夜、スターリング卿配下のジョン・ハスレットが指揮する分遣隊がこのロイヤリスト部隊を攻撃して、30人以上の捕虜と物資を捕獲したが、ハスレット隊も数名が戦死し、15名が負傷した。これに反応したハウは右翼の一部をママロネック占領に動かした。10月22日、ヴィルヘルム・フォン・クニプハンゼンが指揮するドイツ人傭兵部隊8,000名がニューロシェルに上陸し、ハウ軍は増強された。

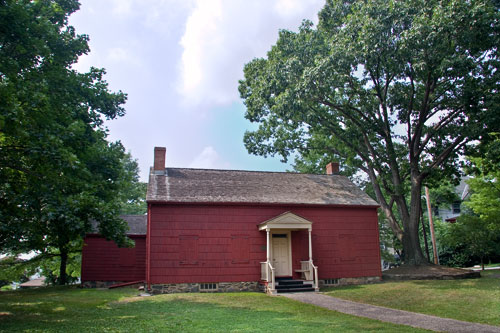
ジョージ・ワシントンの司令部として使われた家

10月23日、ワシントンはノースホワイト・プレインズにあるエリジャ・ミラーの家を作戦本部とし、2つの塹壕線で守られる防御陣地を構築した。この塹壕は高台に位置しており、右手はブロンクス川に近い湿地で守られ、後方の退路はさらに険しい丘陵になっていた。大陸軍の前線は全長3マイル (4.8 km) に伸びていた。さらにその右手にはチャタートンの丘があり、イギリス軍が前進してくるはずの平原を見下ろしていた。この丘は当初数百名の民兵隊が占拠していた。この中にはジョン・ブルックのマサチューセッツ民兵隊が含まれていたと考えられている。
10月24日と25日、ハウ軍はニューロシェル方スカースデイルまで移動し、ブロンクス川の東岸に宿営地を構築した。この動きは明らかに大陸軍のチャールズ・リー隊を捕まえようとしたものであり、リー隊はそれを回避するためにホワイト・プレインズに向かう道を変え、夜通しの行軍を強いられることになった。ハウ軍はスカースデイルに留まっていたが、10月28日朝にホワイト・プレインズに向けて動き始めた。右翼はヘンリー・クリントンの指揮するイギリス正規軍とフォン・ハイスター将軍の指揮するドイツ人傭兵部隊で構成された。

## 戦闘
ワシントンが自軍を配置するために最良の場所を決めようと地形を査察している間に、伝令がイギリス軍の接近を伝えてきた。ワシントンは作戦本部に戻ると、ジョセフ・スペンサーに1,500名の部隊を持たせてイギリス軍の前進を遅らせるよう命令し、ハスレットと第1デラウェア連隊、およびアレクサンダー・マクドウガルの旅団（リッツェマのニューヨーク第3連隊、ウェブのコネチカット連隊、スモールウッドのメリーランド連隊およびマクドウガル自身の連隊）を、チャタートンヒルを補強するために派遣した。
スペンサーの部隊はブロンクス川を渡り、石壁の背後に陣地を構築し、イギリス軍左翼の先頭を切っていたヨハン・ラール指揮するドイツ人傭兵部隊と交戦した。スペンサー隊はイギリス軍クリントンの部隊が側面を衝いてきたときに後退を強いられ、ブロンクス川を越えて後退したが、チャタートンヒルの部隊がその動きを援護射撃した。ラールの部隊はその丘を占領しようとしたがハスレット隊と民兵隊の銃火で撃退され、川の同じ側にある近くの丘まで後退した。この協調のとれた防御で、大陸軍の前線全体に攻撃するかのように操軍していたイギリス軍全軍の動きを止めた。
ハウとその部下が協議している間に、左翼にいたドイツ人傭兵砲兵部隊が丘の頂上への砲撃を始め、民兵達を恐慌状態に陥れることに成功した。マクドウガルとその旅団が到着して民兵達を鼓舞し、民兵隊を右翼に、大陸軍正規軍を丘の頂上にそって防御線が敷かれた。ハウが遂に攻撃命令を出し、その軍隊の大半は待機していたが、イギリス兵とドイツ兵の分遣隊がその丘の奪取のために送られた。
イギリス軍は攻撃を先導するドイツ人連隊と共に組織されていた。ラール隊が大陸軍の右翼を攻撃し、ドノープのドイツ兵大隊（リンシング、ミンゲローデ、レンゲレック、およびコッホラーの各擲弾兵連隊とドノープの猟兵連隊で構成）が中央を攻撃した。レスリー将軍のイギリス兵部隊（第5、第28、第35および第49歩兵連隊）が右翼を攻撃した。ドノープ隊は川を渡る困難さがあったか、あるいはそれに躊躇したかであり、イギリス兵部隊が最初に川を越えた。ラール隊の攻撃で大陸軍右翼の民兵隊を蹴散らし、イギリス軍攻撃部隊に浴びせた銃火で一時的にイギリス軍の前進を止めていたメリーランド連隊とニューヨーク連隊の側面が無防備になった。その側面が開いたことで戦いながらの後退を始めることになり、そのことでイギリス軍の他の部隊と交戦していた大陸軍の他の部隊も徐々に押されて後退を始めた。大陸軍の左翼を押さえていたハスレットのデラウェア連隊が援護射撃をするあいだに、他の部隊が北へ後退し、ハスレット隊が最後に丘を離れた。この戦闘は激しかったので両軍共にかなりの損失を出したが、大陸軍は規律ある撤退を行った。

## 損失

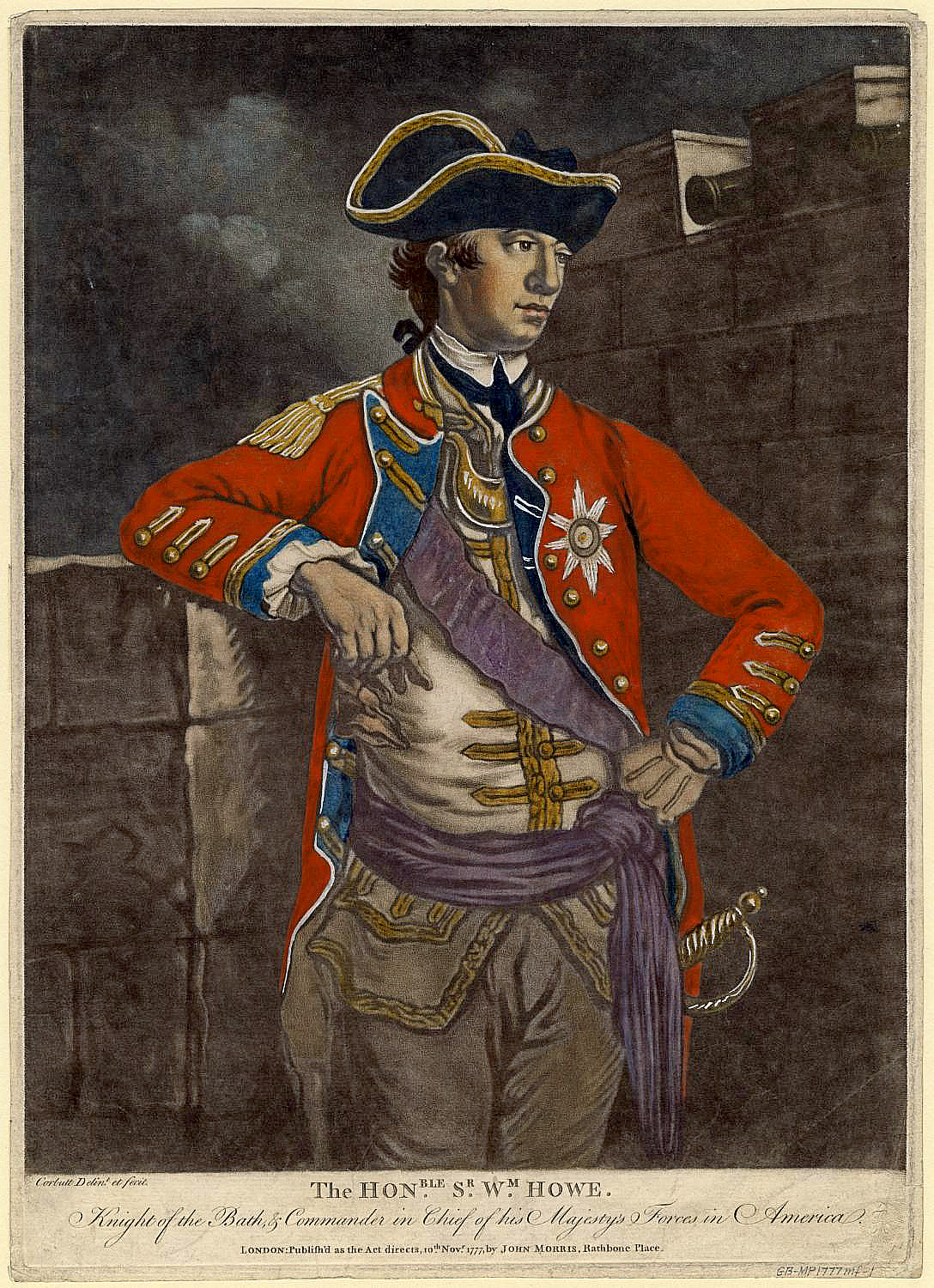
ウィリアム・ハウ将軍、チャールズ・コーバット画、1777年頃

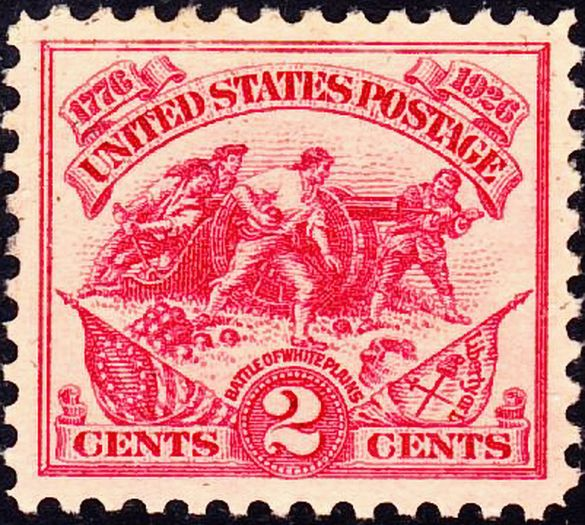
ホワイト・プレインズの戦い
戦いから150周年にあたる1932年に発行された記念切手

ジョン・フォーテスキューの「イギリス軍の歴史」に拠ると、ハウ軍の損失はイギリス兵214名、ドイツ兵99名とされている。しかし、ロドニー・アットウッドはフォーテスキューの挙げた数字には10月19日から28日までに蒙ったドイツ兵の損失も含まれており、実際にはこの戦闘だけでは53名だけだったと指摘している。これによってイギリス兵とドイツ兵あわせ、戦死、負傷および不明の総数は267名となる。一方ヘンリー・ドーソンはハウ軍の損失が、戦死47名、負傷182名、不明4名としている。総計では233名となる。
大陸軍の損失は不明である。セオドア・サバスとJ・デイビッド・ダメロンは戦死、負傷および不明の総数が150名ないし500名としている。サミュエル・ローズは戦死47名、負傷70名としている。ヘンリー・ドーソンは、マクドウガルとスペンサーの部隊で戦死50名、負傷150名、不明17名と推計したが、ハスレットの連隊あるいはマサチューセッツ民兵隊の損失については情報が無い。

## 戦いの後
両軍はその後も2日間その場に留まり、ハウはチャタートンヒルの陣地を強化させ、ワシントンは自軍に撤退の準備をさせた。10月30日にパーシー卿の指揮下でドイツ兵とワルデックの部隊が到着し、ハウは翌日に大陸軍攻撃の作戦を立てた。しかし、翌日は終日激しい雨だった。ハウ軍が遂に攻撃準備ができたとき、ワシントン軍が再度その掌中から逃れてしまったことに気づいた。
ワシントンは10月31日の夜に北方の丘陵部まで自軍を後退させ、ノースキャッスル近くで宿営地を築いた。ハウは追撃せずにワシントン軍を引き出そうとしたが失敗した。11月5日、ハウは自軍を南に引かせマンハッタン島から大陸軍を追い出す方向に動いた。その結果、11月16日のワシントン砦の戦いで目的を達した。
ワシントンは最後はその軍隊の大半を率いてピークスキルでハドソン川を渡り、後には補給倉庫や重要な渡河地点を守らせるためにニューイングランドの連隊を残した。その後のイギリス軍の追跡により、ワシントン軍はニュージャージーを越えてペンシルベニアまで移動し、イギリス軍はニュージャージー中に前哨基地の鎖を構築した。ワシントンは自軍の士気を高めるための勝利を得る機会を探っており、12月28日には突如デラウェア川を越えて、トレントンの戦いでラールの部隊を急襲した。

## 歴史的意義、評価など
戦術的には、ブロンクス川の南側に位置するチャタートン・ヒルの陣地を奪ったイギリス軍の勝利とされる。しかしながら戦死/負傷者の単純計算では、イギリス軍の犠牲の方が多いという数少ない戦いでもある。戦略的な評価は分かれる。ワシントン砦は11月16日に孤立して陥落し、イギリス軍のマンハッタン島及びニューヨーク市の戦時支配が固まったため、短期戦略的な観点ではイギリス軍の勝利と言える。ただし、双方あわせて30,000を超える主力軍同士の対峙でありながら大陸軍側に決戦を強いる事ができず、ホワイト・プレインズを見下ろすブロンクス川南側の丘の占拠だけでイギリス軍の作戦が終わったことは、大陸軍側のニューヨーク市を除くニューヨーク州の支配を固める事となった。また、ニューイングランドに通じる道を実効支配できなかったため、陸路よりイギリス軍がニューイングランドに進撃する事はできなくなった。
米陸軍士官学校としても有名なウェストポイント要塞は、この時期にイギリス軍の陸軍及び海軍の北上を阻止する拠点として強化された。
翌1777年のサラトガの戦いによってカナダからの陸路の侵攻の道も絶たれると、植民地諸州をニューヨークで分断するイギリス軍当初の作戦はほとんど不可能なものとなった。
また、後にホワイト・プレインズが郡都となるウエストチェスター郡は、パリ条約 (1783年) までイギリス軍と大陸軍の勢力圏の緩衝地帯として存在した。

## 遺産

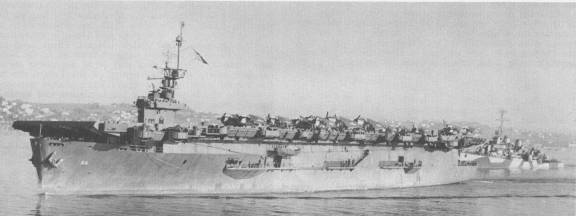
護衛空母ホワイト・プレインズ (CVE-66)

ホワイト・プレインズの戦いが行われた日あるいはその前後には毎年、ホワイト・プレインズ歴史協会がジェイコブ・パーディの家で記念行事を行っている。
アメリカ海軍の歴史ではホワイト・プレインズと名づけられた艦船が2隻ある。太平洋戦争時の米国海軍護衛空母であるホワイト・プレインズ (CVE-66)が初代である。2代目は戦闘護衛艦で1992年のタイフーン・オマールで甚だしい損傷を受けた後、1995年に退役となったAFS-4である。 
現在の慶応義塾ニューヨーク学院の敷地内にこの戦いで戦死した英雄達が眠っている。